# Caroténoïde

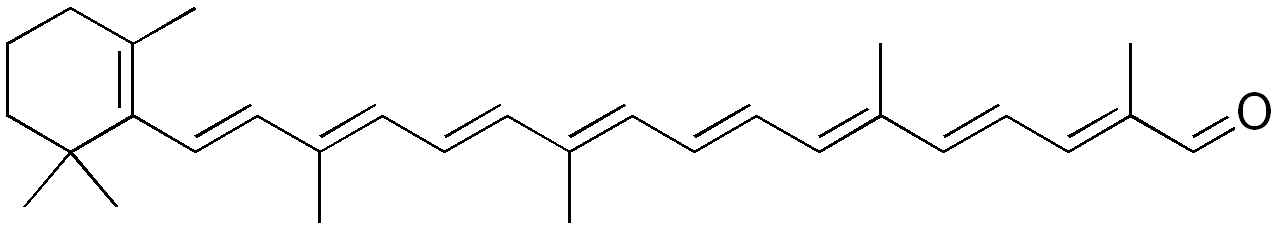
Structure de l'apocaroténal, un dérivé de caroténoïde.

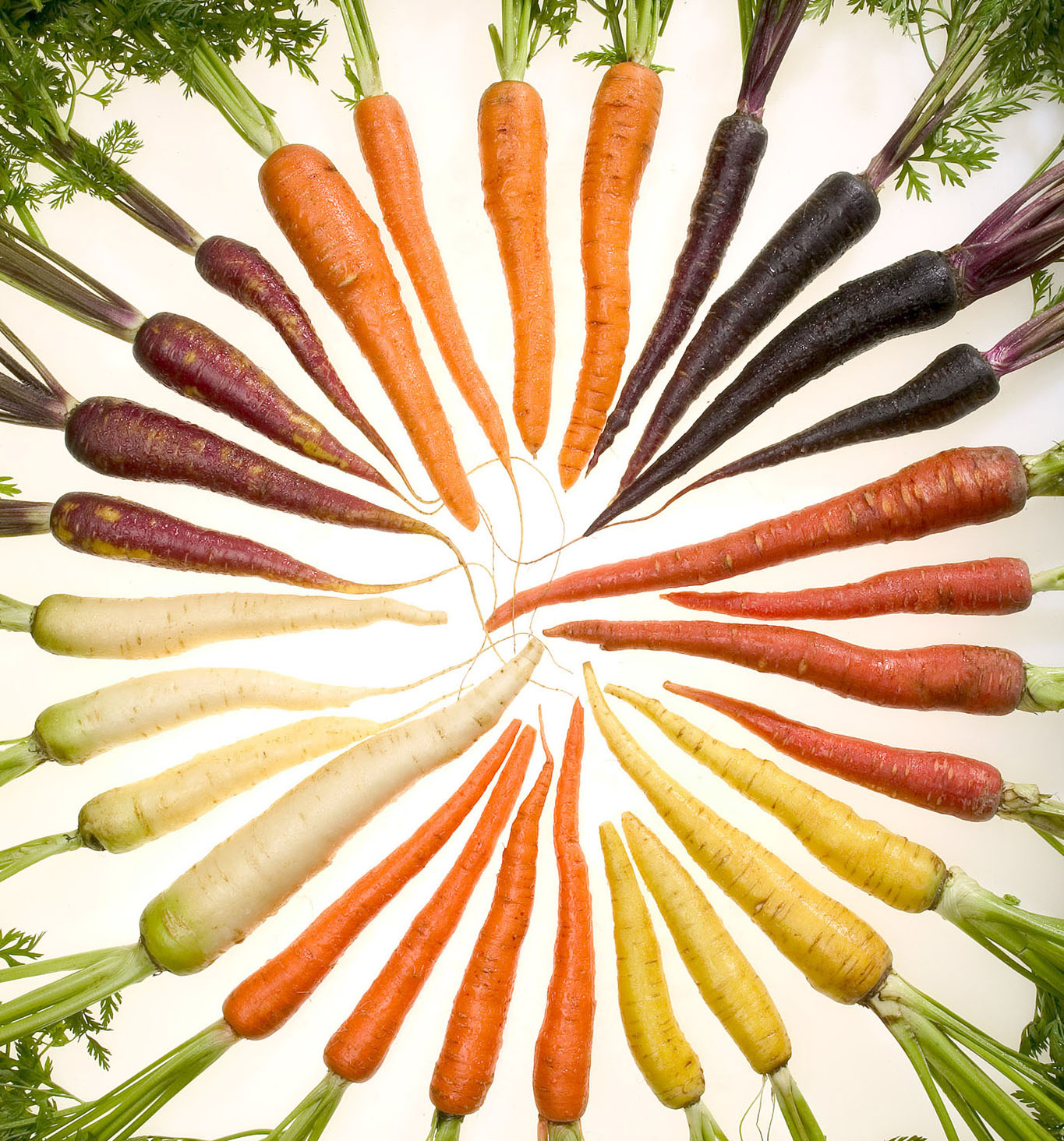
Les différentes variétés de carottes, comme d'autres légumes, doivent leurs couleurs notamment à divers caroténoïdes.

Le terme de caroténoïde regroupe les molécules des familles des carotènes et des xanthophylles, aussi appelés tétraterpènoides.
Les caroténoïdes sont des pigments plutôt orange et jaunes répandus chez de très nombreux organismes vivants. Liposolubles, ils sont en général facilement assimilables par les organismes. Ils appartiennent à la famille chimique des terpénoïdes, formés à partir de la polymérisation d'une cinquantaine d'unités isopréniques à structure aliphatique ou alicyclique. Il est généralement admis qu'ils suivent des voies métaboliques similaires à celles des lipides.
Ils sont synthétisés par toutes les algues, toutes les plantes vertes et par de nombreux champignons et bactéries dont les cyanobactéries. Ils sont absorbés par les animaux dans leur nourriture.

## Plantes
Chez les plantes, ce sont des pigments accessoires de la photosynthèse, qui ont deux rôles principaux : un rôle de collecteur de lumière (transfert à la chlorophylle de l’énergie lumineuse qu’ils absorbent dans les gammes du spectre situées entre le violet et le rouge) et un rôle photoprotecteur (récupération de l'énergie de la chlorophylle en particulier en cas d'excès de lumière et d'ombre). Ils sont contenus dans les chloroplastes et plus particulièrement les chromoplastes.
Ils jouent aussi un rôle moins connu, comme précurseurs pour la biosynthèse d’apocaroténoïdes comme l'apocaroténal ou certaines hormones végétales (acide abscissique, strigolactones, etc.).

## Homme et animaux
Les caroténoïdes jouent un rôle important dans la nutrition et la santé, car plusieurs sont des provitamines A, et certains présentent aussi des activités anti-cancer et antioxydantes. Ces composés bioactifs stimulent en outre la synthèse d'anticorps.
Les principaux caroténoïdes étudiés sont l'astaxanthine, le lycopène, le beta-carotène, la lutéine et la zéaxanthine.

## Utilisation industrielle
Certains d'entre eux sont largement utilisés dans l'industrie agroalimentaire pour leurs propriétés colorantes, et également dans les industries cosmétique et pharmaceutique pour leurs propriétés antioxydantes et leur capacité de photoprotection. Les médicaments qui contiennent des dérivés caroténoïdes (spécifiquement la vitamine A) sont fortement tératogènes et leur administration doit être très surveillée (ex. : Roaccutane).